# Bisdom Garzón
Het bisdom Garzón (Latijn: Dioecesis Garzonensis) is een rooms-katholiek bisdom met als zetel Garzón, in Colombia. Het bisdom is suffragaan aan het aartsbisdom Ibagué. 

## Geschiedenis
Het bisdom werd opgericht op 20 mei 1900, als bisdom Garzón, uit delen van het opgeheven bisdom Tolima, en was suffragaan aan het aartsbisdom Popayán. Op 25 februari 1964 werd het hernoemd naar bisdom Garzón-Neiva. Op 24 juli 1972 nam het wederom de naam bisdom Garzón en splitste het nieuw opgerichte bisdom Neiva zich af. Op 14 december 1974 veranderde het van kerkprovincie en werd suffragaan aan het nieuw verheven aartsbisdom Ibagué. 

## Parochies
Het bisdom had in 2021 een oppervlakte van 9.667  km2 en telde 537.693 inwoners waarvan 90,8% rooms-katholiek was.

## Bisschoppen
- Esteban Rojas Tobar (20 mei 1900 - 21 juli 1922)
- José Ignacio López Umaña (10 april 1924 - 15 maart 1942)
- Gerardo Martínez Madrigal (23 juni 1942 - 29 februari 1964)
- José de Jesús Pimiento Rodriguez (29 februari 1964 - 22 mei 1975)
- Octavio Betancourt Arango (10 november 1975 - 26 april 1977)
- Ramón Mantilla Duarte (26 april 1977 - 25 oktober 1985)
- Libardo Ramírez Gómez (18 oktober 1986 - 15 maart 2003)
- Rigoberto Corredor Bermúdez (19 december 2003 - 15 juli 2011)
- Fabio Duque Jaramillo (11 juni 2012 - 9 februari 2022)
  - Miguel Fernando González Mariño (administrator: 21 februari 2022 - heden)
- sedisvacatie

## Galerij van afbeeldingen

Wapen van het bisdom Garzón

Ibagué (aartsbisdom) · Espinal · Garzón · Líbano-Honda · Neiva